# Городовой приказ
Городовой приказ — один из приказов Русского царства, был образован как центральное учреждение в России XVI столетия для управления городами, занятыми русскими войсками на территории Лифляндии и Эстляндии, а также устройством ямской гоньбы в Прибалтике; снабжением гарнизонов этих городов провиантом, боеприпасами, артиллерией; выплатой денежного жалованья мелким служилым людям- пушкарям, сторожам и так далее; постройкой и ремонтом городских укреплений.
Городовой приказ также руководил городским строительством в России во 2-й половине XVI века, в начале 1580-х годов его функции были переданы Приказу каменных дел.